# 21 Korpus Pancerny (ZSRR)
21 Korpus Pancerny (ros. 21-й танковый корпус) – jednostka pancerna Armii Czerwonej z okresu II wojny światowej.
21 Korpus Pancerny (21 KPanc.) sformowany został rozkazem z 17 kwietnia 1942. W maju 1942 brał udział bitwie pod Charkowem w czasie której poniósł duże straty, i został rozwiązany.

## Dowództwo korpusu
Dowódcy: 
- gen. mjr Grigorij Kuźmin (19.04.1942 - 28.05.1942†[3])

Szefowie sztabu:
- płk Kuźma Dajew (17.04.1942 - 25.05.1942 †)[1].

## Struktura organizacyjna
- 64 Brygada Pancerna,
- 198 Brygada Pancerna
- 199 Brygada Pancerna
- 4 Brygada Piechoty Zmotoryzowanej[1].